# Darne (Waffenhersteller)
Die Firma Darne mit Sitz in St. Etienne, Frankreich, ist ein Hersteller und Vertreiber von Jagdwaffen, wie Flinten und Büchsen. Die Doppelflinten und -büchsen gleichen äußerlich konventionellen Kipplaufwaffen, zeichnen sich aber durch einen hinter dem Laufpaar liegenden gerade zurücklaufenden Schwenkriegelverschluss aus, der mittels eines darauf angebrachten Hebels betätigt wird. 

## Geschichte
Die Firma wurde 1881 vom Büchsenmachermeister Régis Darne in St. Etienne gegründet. Anfangs wurden Doppelflinten mit seitlich ausschwenkbaren, nach hinten aufklappbaren oder auch parallel zur Laufachse zurücklaufenden Verschlüssen hergestellt, wobei sich nur letztere durchsetzten. 

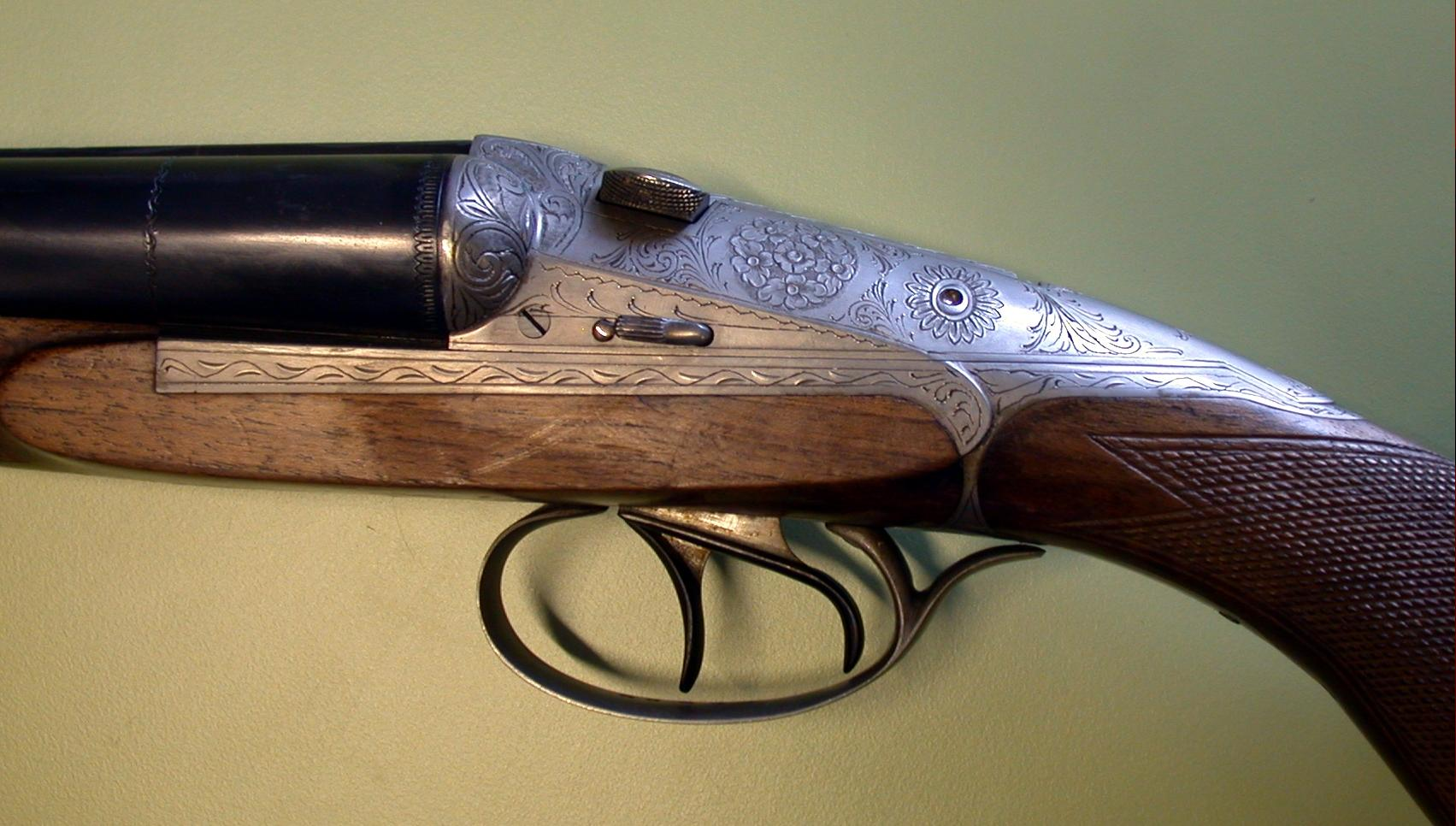
Darne Doppelflinte

 Im Ersten Weltkrieg war Darne im Auftrag der französischen Regierung an der Herstellung von Lewis Maschinengewehren beteiligt, nachher entwickelte die Firma Maschinengewehre (Gasdrucklader, mit Gurtzuführung) zur Flugzeugbewaffnung der französischen Streitkräfte.
Die heutige Produktion beschränkt sich nicht auf Jagdwaffen nach dem klassischen Darne-Prinzip. Bockflinten, Büchsen und Drillinge werden als Kipplaufwaffen hergestellt, da sich das Darne-System nicht für Waffen mit übereinander liegenden Läufen eignet.

## Verschlusssystem Darne

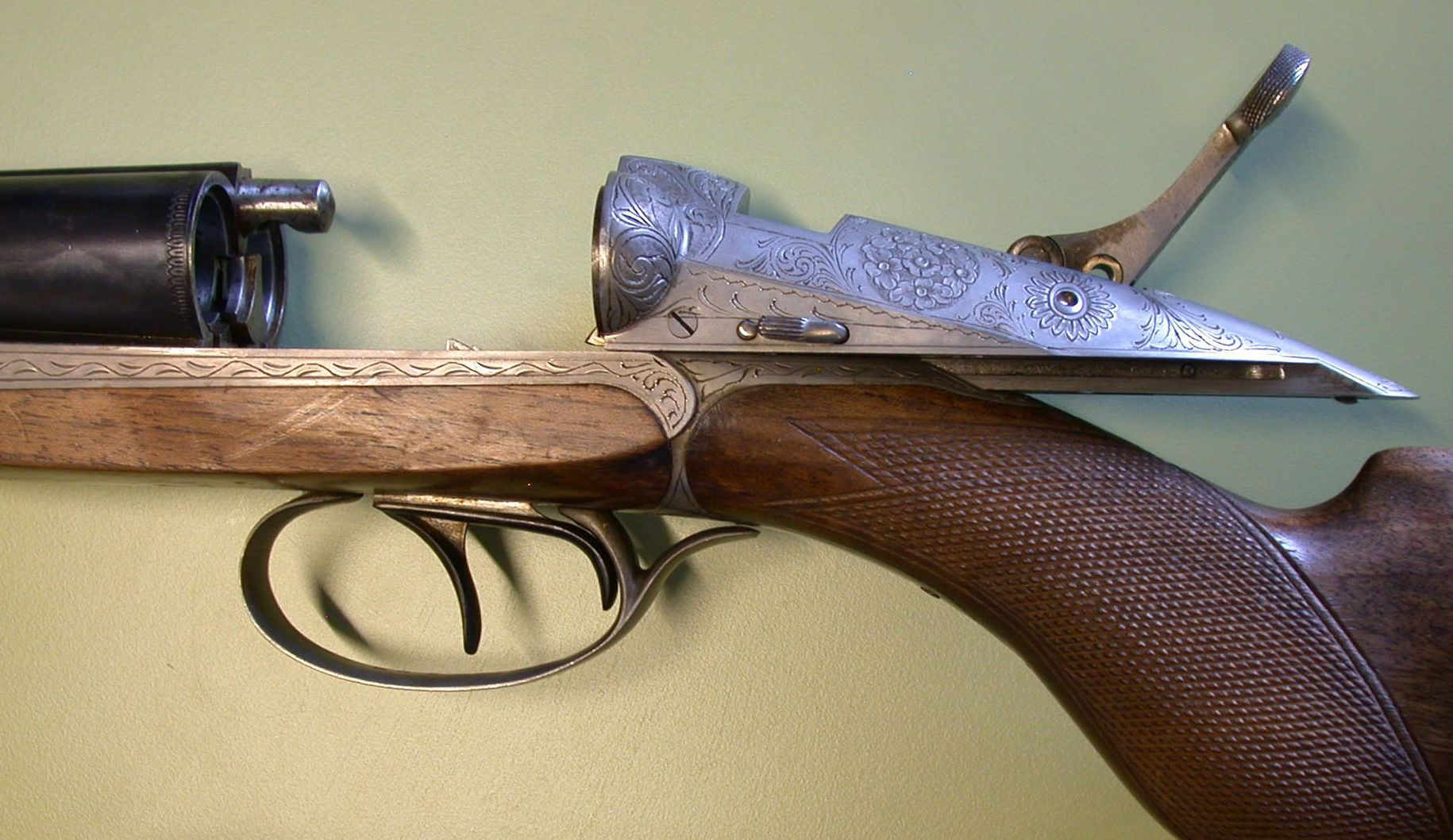
Darne, Verschluss geöffnet

Äußerlich gleichen Darne Doppelflinten und -Büchsen den klassischen Kipplaufwaffen, können jedoch nicht geknickt werden. Ihr Verschluss liegt auf einer hinter den Läufen fest angebrachten plattenförmigen Laufverlängerung und gleitet in einer darauf eingefrästen Führung parallel zur Laufachse zurück. Die Betätigung erfolgt über einen oben angebrachten Hebel, der, gehoben und nach hinten gezogen, den Verschluss entriegelt, dabei die Zündstifte spannt und den Verschlussblock in Ladeposition bringt. Nach vorne geschwenkt wird der Verschluss wieder in Schussposition gebracht, verriegelt und die Waffe ist schussbereit. Die doppelte Verriegelung erfolgt durch einen unten am Verschlussblock angebrachten Schwenkriegel, der sich in einem Widerlager in der Laufverlängerung abstützt und zusätzlich durch einen Bolzen, der in eine entsprechende Bohrung im oben zwischen den Läufen angebrachten Verriegelungsstück eingreift.

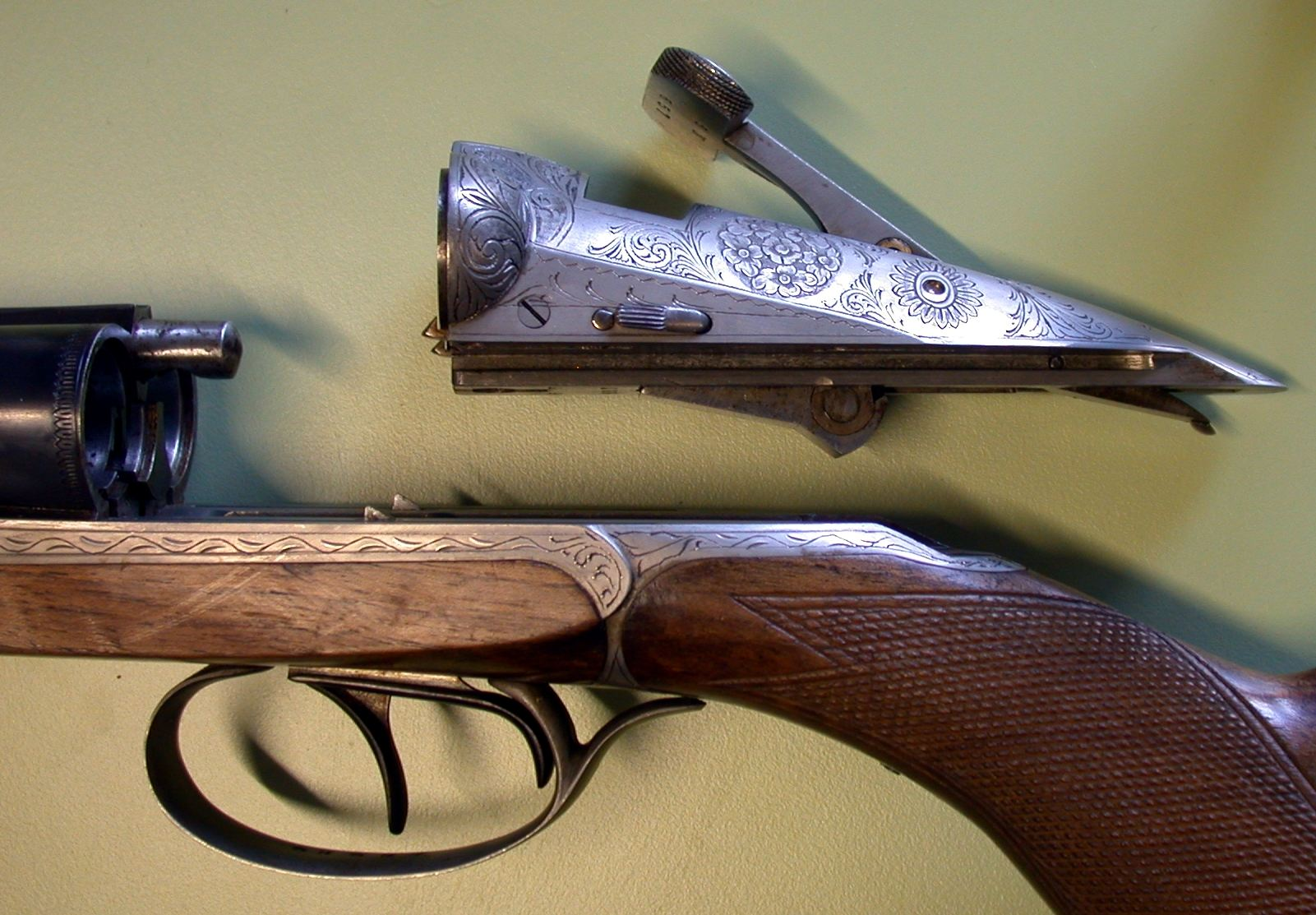
Darne, Verschlussblock demontiert, Schwenkriegel unten sichtbar

Darne-Flinten und Büchsen werden individuell gemäß den Wünschen des Käufers auf handwerklicher Basis in allen gängigen Jagdkalibern hergestellt. Sie haben selektive Auswerfer, d. h. die nicht abgeschossene Patrone wird nicht ausgeworfen. Obschon sie eine hohe Verarbeitungsqualität aufweisen, sind sie selten. Der Grund mag sein, dass sie nicht geknickt getragen werden können und dass konventionelle Kipplaufwaffen subjektiv gegenüber dem nach hinten zu öffnenden Verschluss als sicherer betrachtet werden.

## Modelle
- DARNE Model R, bisher meistverkaufte Doppelflinte, eingeführt 1881
- DARNE Model V, Weiterentwicklung, zusätzliche Fallsicherung
- Carabine Express DARNE, verstärktes Verriegelungssystem, alle gängigen Jagdpatronen bis Kaliber .375 Holland & Holland Magnum
- Darne Bockflinte, Kipplaufflinten, Büchsen